# Syrphus doesburgi
Syrphus doesburgi är en tvåvingeart som beskrevs av Goot 1964. Syrphus doesburgi ingår i släktet solblomflugor, och familjen blomflugor. Inga underarter finns listade i Catalogue of Life.